# Programmusik
Programmusik är en beteckning för instrumental klassisk musik som avser att skildra en berättelse. Programmusiken uppkom under den romantiska epoken. Den är påverkad av renässansens tonmåleri.
En typisk form av programmusik är symfonisk dikt.